# 前32年
| 千纪： | 前1千纪 |
| 世纪： | 前2世纪 \| 前1世纪 \| 1世纪                                                                                |
| 年代： | 前60年代 \| 前50年代 \| 前40年代 \| 前30年代 \| 前20年代 \| 前10年代 \| 前0年代                            |
| 年份： | 前37年 \| 前36年 \| 前35年 \| 前34年 \| 前33年 \| 前32年 \| 前31年 \| 前30年 \| 前29年 \| 前28年 \| 前27年 |
| 纪年： | 西汉建始元年                                                                                               |

## 大事记
- 正月：汉朝宦官石显失势。汉成帝封刘良为河间王；光禄大夫、关内侯王崇为安成侯；王谭、王商、王立、王根、王逢时爵关内侯。
- 7月：罗马奥古斯都向马克·安东尼宣戰

## 逝世
- 姬安，汉朝周承休侯（前36年—前24年）
- 阿提库斯，古罗马贵族，西塞罗之友